# Obtegomeria caerulescens
Obtegomeria caerulescens — єдиний у своєму роді вид низьких кущів, що населяють Колумбію.

## Біоморфологічна характеристика
Стебла поперечно ребристі у вузлах. Листки ± сидячі, жорстко висхідні, лінійно-довгасті, цілісні, загнуті (абаксіальна поверхня прихована). Суцвіття пазушних поодиноких квіток. Чашечка сильно зигоморфна, трубчасто-дзвінчаста, вигнута, 5-лопатева (3/2), частки зазвичай трохи вигнуті, задні частки дельтоподібного-загострені та зрощені, утворюючи губу, передні частки ланцетно-шилоподібні, вільні над трубкою. Віночок як правило, від синього до рожевого кольору, 2-губий, задня губа глибоко роздвоєна, передня губа 3-лопатева, середня частка найбільша та щербата, трубка ± пряма. Тичинок 4. Горішки еліпсоїдні, гладкі, голі.